# Eric van der Westen
Eric van der Westen (Zierikzee, 29 augustus 1963) is een Nederlandse contrabassist, componist en bandleider in de jazz. Als bassist is hij beïnvloed door onder meer Charles Mingus en Charlie Haden.

## Biografie
Van der Westen groeide op in het zuiden van Nederland. Hij begon als gitarist en basgitarist in hardrock- en new wave-groepen. Hierna maakte hij, eind jaren tachtig, de overstap naar de jazz en geïmproviseerde muziek. In 1990 studeerde hij af aan het Sweelinck Conservatorium in Amsterdam. Hierna werd hij een veelgevraagde 'sideman', hij speelde in verschillende bands en orkesten, zoals Contraband van Willem van Manen en Impressionistic Improvisers Quartet, met Eckard Koltermann, Theo Jörgensmann en Jeroen van Vliet. Hij begon enkele groepen, waaronder een octet, waarmee hij de cd "Working Dreamer" maakte, uitgekomen op BVHaast (1993).
Een langlopende groep van Van der Weten was Quadrant, hiermee nam hij verschillende cd’s op die voornamelijk uitkwamen op zijn eigen platenlabel EWM (ook wel EWM Music): "Diepkloof and other songs from the book" (1998), "Naala and more songs from the book" (1999), "Me Myself and I: Looking at the music of Charles Mingus" (Challenge Records, 2001), "Rush hour" (2001), "It is what it is" (met Norma Winstone, 2001), "The World Over" (2007) en "The Divine Cockeyed Glimpse" (2009). Tevens werkte hij samen met de Zuid-Afrikaanse zanger-gitarist Louis Mhlanga. Dit duo kwam met de cd’s "Song for Nomsa" (EWM/BMG, 2000), waarmee het duo in de Zuid-Afrikaanse Top 40 terecht kwam en in 2001 genomineerd was voor een SAMA (South African Music Award), "Keeping the Dream" (2003) en "Tiri Vaviri" (2008).
Verder speelde Van der Westen speelde diverse andere groepen, zoals het Paul van Kemenade Quintet, Amsterdam Jazz Trio en E-Quad. Verder componeerde hij muziek voor onder meer de multidisciplinaire voorstelling Eyeing P.P. (2004-2005). Van der Westen speelde mee op albums van onder meer Ilja Reijngoud, een paar groepen van en met Mike Manieri en Marnix Busstra, Angelo Verploegen, Martin Fondse, Feya Faku en Jasper van 't Hof.
In 2010 is Van der Westen de bassist geworden van Turkse zangeres Sezen Aksu. Met haar speelt hij over de hele wereld in zalen als de Carnegie Hall en de Royal Albert Hall.
Sinds 2012 maakt Van der Westen deel uit van A Traveller's Tale, een duo met gitarist Aron Raams, waarmee hij twee albums uitbracht op EWM: "Alvin" (2013) en "J.J." (met gastmusici Angelo Verploegen en Kim Hoorweg, 2016).
In 2015 heeft Van der Westen een nieuwe big band opgericht genaamd Private Time Machine. In 2019 is debuutalbum "One" uitgebracht als dubbel LP en CD.

## Discografie (als bandleider en/of vast bandlid)
| Jaar | Label               | Titel                                                       | Band                                                                     |
| ---- | ------------------- | ----------------------------------------------------------- | ------------------------------------------------------------------------ |
| 2022 | Just Listen Records | When Night Falls                                            | Verploegen, Verhoeff & Van Der Westen (Amsterdam Jazz Trio)              |
| 2021 | EWM                 | The Crown & Lobster Trilogy Part I: PTM (XS) Modus Operandi | Eric van der Westen's PTM (XS)                                           |
| 2021 | EWM                 | The Crown & Lobster Trilogy Part III: New Quadrant          | Eric van der Westen's New Quadrant                                       |
| 2021 | EWM                 | US-Min(G)-US [EP]                                           | Private Time Machine                                                     |
| 2019 | EWM                 | One                                                         | Private Time Machine                                                     |
| 2018 | Just Listen Records | The Sweetest Sound                                          | Verploegen, Verhoeff & Van Der Westen (Amsterdam Jazz Trio)              |
| 2016 | EWM                 | J.J.                                                        | A Traveller's Tale (Eric van der Westen, Aron Raams & Angelo Verploegen) |
| 2012 | EWM                 | Alvin                                                       | A Traveller's Tale (Eric van der Westen & Aron Raams)                    |
| 2009 | EWM                 | The Divine Cockeyed Glimpse                                 | Eric van der Westen's Quadrant Extended                                  |
| 2008 | EWM                 | Tiri Vaviri                                                 | Eric van der Westen & Louis Mhlanga                                      |
| 2007 | EWM                 | The World Over                                              | Eric van der Westen's Quadrant Extended                                  |
| 2007 | E-Quad Records      | No Smoke                                                    | E-Quad                                                                   |
| 2004 | EWM                 | For The Time Being                                          | Verploegen, Verhoeff & Van Der Westen (Amsterdam Jazz Trio)              |
| 2007 | E-Quad Records      | Tone Tune Tempo                                             | E-Quad                                                                   |
| 2003 | EWM                 | Keeping The Dream                                           | Eric van der Westen & Louis Mhlanga                                      |
| 2002 | E-Quad Records      | I Hear You Now [Single]                                     | E-Quad                                                                   |
| 2002 | Challenge Records   | The Night and the Daydreamer                                | Verploegen, Verhoeff & Van Der Westen (Amsterdam Jazz Trio)              |
| 2001 | EWM                 | Rush Hour                                                   | Eric van der Westen's Quadrant                                           |
| 2001 | EWM                 | It Is What It Is                                            | Eric van der Westen's Quadrant featuring Norma Winstone                  |
| 2000 | Challenge Records   | Me, Myself and I - Looking at the Music of Charles Mingus   | Eric van der Westen's Quadrant Extended                                  |
| 2008 | EWM / BMG           | Song for Nomsa                                              | Eric van der Westen & Louis Mhlanga                                      |
| 1999 | EWM                 | Naala and more songs from the book                          | Eric van der Westen's Quadrant                                           |
| 1998 | EWM / HLMR          | Diepkloof and other songs from the book                     | Eric van der Westen's Quadrant                                           |
| 1996 | NOM Records         | I.I.Q.                                                      | Impressionistic Improvisers Quartet                                      |
| 1993 | BV Haast            | Working Dreamer                                             | Eric van der Westen Octet                                                |